# Cardiochlamys madagascariensis
Espèce
Cardiochlamys madagascariensis est une espèce de plantes de la famille des Convolvulaceae, endémique de Madagascar.

## Étymologie
L’épithète spécifique madagascariensis fait référence au l’île de Madagascar dont l’espèce est endémique.

## Description

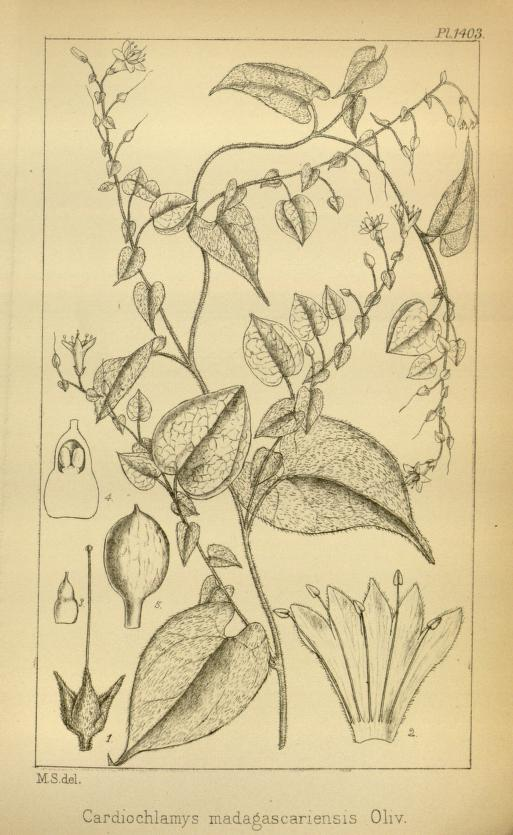
Planche d’illustration de Matilda Smith accompagnant la description en 1883.

Cardiochlamys madagascariensis a été décrite par Daniel Oliver en 1883,.

## Répartition
Cardiochlamys madagascariensis est endémique du nord-ouest et du centre de Madagascar.